# Pipistrel
Podjetje Pipistrel je vodilni svetovni proizvajalec ultralahkih motorno-jadralnih letal ter jadralnih letal s pomožnim motorjem. Podjetje je bilo ustanovljeno leta 1989 kot prvi privatni proizvajalec in celo izvoznik letal v takratni Jugoslaviji in kot táko tudi pionir alternativnega letalstva v Sloveniji in širše. Ime podjetja izvira iz znanstvenega imena za enega od rodov gladkonosih netopirjev (Pipistrellus); netopir je upodobljen tudi v logotipu podjetja.

## Zgodovina podjetja
Podjetje je ustanovil Ivo Boscarol leta 1989 v Ajdovščini kot prvi in edini zasebni proizvajalec zrakoplovov v Jugoslaviji.  V letu 1992 se je podjetje prestrukturiralo v družbo z omejeno odgovornostjo, ime Pipistrel pa se je ohranilo vse do danes. Do zgodnjih 90-ih let je bilo proizvedenih več kot 500 motornih zmajev. Leta 1995 se je začel razvoj in proizvodnja lastnega motorno-jadralnega letala Sinus. V letu 2004 se je podjetje preselilo v nove prostore poleg letališča v Ajdovščini. Kolektiv podjetja Pipistrel d.o.o. Ajdovščina šteje 80 ljudi. Proizvodnja je za nekatere modele zakupljena za 12 mesecev vnaprej. Do leta 2012 so proizvedli in prodali že več kot 1000 različnih zračnih plovil. 
Konec leta 2017 so ustanovili novo mešano podjetje na Kitajskem, ki je v njihovi 51-odstotni lasti in bo proizvajalo ultra lahka letala za dalnjevzhodna tržišča. Projekt je vreden 350 milijonov evrov, kolikor naj bi v družbo vložili v sedmih letih skupaj s kitajskim partnerjem Sino Group, ki ima 49 odstotkov podjetja. Poleg tega so sklenili posel z mestom Jurong za gradnjo letalskega centra.
Leta 2022 je Boscarol Pipistrel in dve povezani podjetji za 218 milijonov USD prodal ameriškemu konglomeratu Textron, čigar divizija Textron Aviation proizvaja letala znamk Cessna, Beechcraft in Hawker.

## Proizvodni program letal
Pipistrel trenutno serijsko proizvaja naslednja letala:
- Pipistrel Alpha Trainer
- Pipistrel Apis
- Pipistrel Apis-Bee
- Pipistrel Apis Electro
- Pipistrel Panthera
- Pipistrel Sinus
- Pipistrel Taurus
- Pipistrel Taurus Electro
- Pipistrel Virus
- Pipistrel Virus SW 80/100/is
- Pipistrel Virus SW121
- Pipistrel Velis Electro

## Uspehi in priznanja
Jadralno letalo Pipistrel Apis je nosilec petih svetovnih rekordov po kriterijih Mednarodne letalske zveze (FAI).
V letu 2007 je Pipistrelovo letalo Pipistrel Virus S-wing zmagalo na natečaju Nase za osebno letalo prihodnosti, leta 2008 pa zmagalo na tekmovanju pod okriljem NASE. Ivo Boscarol je za svoje delo dobil več nagrad, med drugimi najvišje priznanje Mednarodne letalske zveze diplomo Paula Tissandierja za prispevek k razvoju letalstva.
Leta 2011 je podjetje Pipistrel preko svoje ameriške podružnice Pipistrel-USA.com (v partnerstvu s Penn State University) še tretjič zmagal na Nasa Cafe Nasa Green Flight Challenge.

## Odlikovanja in nagrade
- zlati red za zasluge RS

20. oktobra 2011 je predsednik Republike Slovenije Danilo Türk podjetje odlikoval z naslednjo utemeljitvijo: »za njegov prispevek k razvoju okolju prijazne tehnologije ter za uveljavljanje zmagovite inovativne filozofije, s katero je tudi Slovenijo postavil med tehnološke velesile«.